# Tulostoma album
Tulostoma album är en svampart som beskrevs av Massee 1891. Tulostoma album ingår i släktet Tulostoma och familjen Agaricaceae.   Inga underarter finns listade i Catalogue of Life.